# Henrik Dam Kristensen
Henrik Dam Kristensen (født 31. januar 1957 i Vorbasse) er et tidligere folketingsmedlem valgt for Socialdemokratiet i Horsenskredsen, som var Formand for Folketinget i perioden 21. juni 2019 til 1. november 2022.

## Baggrund
Henrik Dam Kristensen blev født den 31. januar 1957 i Vorbasse som søn af smedesvend Ove Dam Kristensen og forretningsindehaver Gudrun Dam Kristensen. Han arbejdede som landpostbud i Vorbasse fra 1978 til 1986, hvorefter han arbejdede for Dansk Flygtningehjælp i Grindsted 1986-1988. Han var skoleleder ved AOF Grindsted i  to år.
Han er gift med Bente Dam Kristensen.

## Politisk karriere
Henrik Dam Kristensen blev første gang valgt til Folketinget i 1990. 1994-2001 varetog han forskellige ministerposter. Han sad i Folketinget til 2004, valgt for Grindstedkredsen, som han havde været kandidat for siden 1984. I 2004 blev han valgt til Europa-Parlamentet, men valgte at stoppe i parlamentet, da han i 2006 blev valgt til partisekretær for Socialdemokratiet. I november 2005 sagde han ja til atter at opstille til Folketinget for Socialdemokratiet, nu i Horsenskredsen, og blev valgt ved Folketingsvalget 2007. Herefter blev han partiets integrations- og menneskerettighedsordfører. Han har desuden været formand for udvalget for Nordisk Råd fra 7. oktober 2009 til 15. september 2011. Ved sessionssamlingen i Nordisk Råd den 4. november 2010 i Reykjavik blev Henrik Dam Kristensen valgt som præsident for Rådet. Præsidentskabet går på tur mellem de nordiske lande og følger et kalenderår. Henrik Dam Kristensen blev derfor indsat som præsident 1. januar 2011 og sad til nytår, hvor den nyvalgte præsident, finske Kimmo Sasi, trådte til. I 2016 var han igen præsident for Nordisk Råd.
Fra dannelsen af Regeringen Helle Thorning-Schmidt I den 3. oktober 2011 til regeringsomdannelsen den 9. august 2013 var han transportminister. Fra 10. oktober 2014 til 28. juni 2015 var han beskæftigelsesminister.